# Zviad Izoria
Zviad Izoria, in georgiano ზვიად იზორია? (Khoni, 6 gennaio 1984), è uno scacchista georgiano naturalizzato statunitense.
Ha ottenuto il titolo di Maestro internazionale nel 2000 e di Grande maestro nel 2002.

## Principali risultati
Nel 2000 ha vinto a Oropesa del Mar il campionato del mondo giovanile U16. Nel 2001 ha vinto il campionato europeo giovanile U18 e il campionato europeo juniores (U20). Nel 2002 ha vinto ancora il campionato europeo juniores.
Nel 2005 ha vinto a Minneapolis il torneo HB Global Chess Challenge, ottenendo il primo premio di 50.000 USD
Nel 2018 ha partecipato al campionato statunitense, vincendo le partite contro Fabiano Caruana e Hikaru Nakamura. Nel 2020 ha vinto, alla pari con Hovhannes Gabuzjan, il 29° North American Open.
Dal 2002 al 2008 ha partecipato con la nazionale georgiana a 3 edizioni delle Olimpiadi degli scacchi, ottenendo complessivamente il 58,9% dei punti.
Ha ottenuto il suo più alto rating FIDE in luglio 2006, con 2660 punti Elo.